# Гардін (округ, Кентуккі)
Шаблон:StateAbbr_ 37°42′ пн. ш. 85°58′ зх. д. / 37.7° пн. ш. 85.96° зх. д.
Округ  Гардін (англ. Hardin County) — округ (графство) у штаті  Кентуккі, США. Ідентифікатор округу 21093.

## Історія
Округ утворений 1792 року.

## Демографія
За даними перепису 
2000 року 
загальне населення округу становило 94174 осіб, зокрема міського населення було 60125, а сільського — 34049.
Серед мешканців округу чоловіків було 47557, а жінок — 46617. В окрузі було 34497 домогосподарств, 25347 родин, які мешкали в 37673 будинках.
Середній розмір родини становив 3,07.
Віковий розподіл населення поданий у таблиці:
| Стать    | До 15 років | 15-21 | 22-29 | 30-39 | 40-49 | 50-65 | 65-85 | Понад 85 |
| -------- | ----------- | ----- | ----- | ----- | ----- | ----- | ----- | -------- |
| Чоловіки | 10945       | 6173  | 5713  | 7690  | 7060  | 6208  | 3529  | 239      |
| Жінки    | 10310       | 4640  | 4708  | 7577  | 7422  | 6634  | 4651  | 675      |

## Суміжні округи
- Гаррісон, Індіана — північ
- Джефферсон — північний схід
- Буллітт — північний схід
- Нелсон — схід
- Леру — південний схід
- Гарт — південь
- Ґрейсон — південний захід
- Брекінрідж — захід
- Мід — північний захід

## Виноски
1. ↑  U.S. Decennial Census. United States Census Bureau. Архів оригіналу за 12 травня 2015. Процитовано 16 серпня 2014.
2. ↑  Historical Census Browser. University of Virginia Library. Архів оригіналу за 11 серпня 2012. Процитовано 16 серпня 2014.
3. ↑  Population of Counties by Decennial Census: 1900 to 1990. United States Census Bureau. Архів оригіналу за 13 жовтня 2014. Процитовано 16 серпня 2014.
4. ↑  Census 2000 PHC-T-4. Ranking Tables for Counties: 1990 and 2000 (PDF). United States Census Bureau. Архів оригіналу (PDF) за 18 грудня 2014. Процитовано 16 серпня 2014.
5. ↑  State & County QuickFacts. United States Census Bureau. Архів оригіналу за 7 червня 2011. Процитовано 8 березня 2014.(англ.) Наведено за англійською вікіпедією.
6. ↑  American FactFinder. Бюро перепису населення США. Архів оригіналу за 21 травня 2008. Процитовано 31 січня 2008.

| США | Це незавершена стаття з географії США. Ви можете допомогти проєкту, виправивши або дописавши її. |